# Методи Калкашлиев
Методи Кирилов Калкашлиев (Кукушлиев) е организатор на ученическа революционна организация, жертва на политическия терор в Социалистическа Република Македония.

## Биография
Методи Калкашлиев е роден на 28 юли 1926 година в град Струмица, тогава в Югославия, в семейство на бежанци от Кукуш. Баща му Кирил е близък на идеите на историческата ВМРО и е племенник на Петър Дървингов. След Марсилския атентат в къщата му се извършва помен за Владо Черноземски, като на него присъстват още учителят Васил Карчев, Борис Нецев, Киро Куюнджиев, д-р Тома Фиданчев, тогава кмет на Струмица. Кирил Калкалашев е убит на 25 април 1945 година пред къщата си.
На 15 години Методи Калкашлиев се сближава с Ангел Запренов от Свети Врач и Коста Хаджимишев и те организират тройка и според думите им се заклеват в идеалите на ВМРО. Получават и четат томовете на Христо Силянов „Освободителните борби на Македония“ и „По трънливия път на македонското освободително движение“ на Иван Михайлов. Втора подобна среща правят Методи Калкашлиев, Коста Хаджимишев и Кръстьо Минанов, като ученици в Струмишката гимназия, в края на лятото на 1944 година. Групата им има за цел чрез културно-просветна дейност да реализира Независима Македония с подкрепата на Великобритания и САЩ. На 1 май 1946 година групата е разкрита от УДБ-а, след доноси на агент с псевдоним Феликс, а Методи Калкашлиев, Коста Хаджимишев, Любен Топчев, Георги Яръмов, Митко Пецев и Борислав Белев (последните трима са членове на Струмишката петорка) на 21 август 1946 година са изправени пред окръжния съд в Щип и осъдени на затвор. Изпратени са в Скопския затвор, където се събират с революционнте групи на Наум Койзаклиев от Щип и Крум Чушков от Велес, а след това излежат присъдата си в Идризово. На 25 февруари 1951 година Методи Калкашлиев, Коста Хаджимишев и Любен Топчев преминават югославско-гръцката граница, след което са изпратени в Сития, Крит и в лагер на остров Сирос. Същата година през Италия се прехвърлят в Бразилия. Калкашлиев завършва архитектура и много специални курсове в университета в Сао Пауло.
Заедно с Коста Хаджимишев и Любен Топчев е организатор и ръководител на МПО „Струмишката петорка“, създадена през ноември 1951 г. в Порто Алегре, Бразилия. Пише във вестника Македонска трибуна с псевдоним Осоговски.